# Takeo Andó
Takeo Andó (japonsky: 安藤武夫, Andó Takeo, narozen 11. září 1938 v Tokiu v Japonsku), spíše znám jako Takeo Suzuki, je profesionální hráč go.

## Biografie
Takeo byl po mnoho let, až do svého důchodu v roce 2000, hlavním ředitelem japonské organizace go Nihon Ki-in. Je znám jako učitel mnoha silných hráčů, mezi které patří Norimoto Joda, Čo Sondžin, Tomomi Nakaonoda a Kanda Ei. Jeho dalšími žáky jsou Arimura Hiroši, Tominaga Takeši a Jamada Takudži.